# Пронченко, Зинаида Сергеевна
Зинаи́да Серге́евна Про́нченко (род. 11 сентября 1981, Ленинград) — российский кинокритик, киновед, режиссёр, журналистка, блогер. Кандидат искусствоведения.
Главный редактор интернет-издания Republic с апреля 2025 года. Шеф-редактор сайта журнала «Искусство кино» с 1 апреля 2020 года. Постоянный автор изданий о кино и культуре, среди которых «Искусство кино», «Сеанс», Colta.ru, «Кино ТВ», КиноПоиск; модератор онлайн-лекций Московской школы нового кино.

## Биография
Родилась в Ленинграде. Училась в Академической гимназии при СПбГУ, однако в последний год учёбы была вынуждена перевестись в ГБОУ Гимназию № 209 Павловской гимназии по причине «развала» первой. Окончила факультет истории и теории искусств в Санкт-Петербургской академии художеств имени Ильи Репина. Училась на Высших курсах сценаристов и режиссёров (мастерская Петра Тодоровского и Наталии Рязанцевой). Изучала сравнительное искусствознание в Высшей школе европейских культур при Российском государственном гуманитарном университете. В качестве режиссёра сняла несколько короткометражных фильмов. Несколько лет прожила во Франции.
В марте 2022 года подписала коллективное обращение киноведов, кинокритиков и киножурналистов России против военной агрессии РФ против Украины.
Снялась в эпизодической роли в фильме режиссёра Александра Селивёрстова «Ангелы не жужжат», прокомментировав в своём Telegram-канале это событие так: «…Кто-то интересуется — будет ли рецензия? Не будет — кино не видела и даже не помню, кого точно „играла“. Коллеги, впрочем, утверждают, что актриса из меня никакая. Охотно верю, добавить нечего».
В апреле 2025 года стала главным редактором интернет-издания Republic.

## Мнения
- Антон Долин: «Она не только блестяще пишет, но и парадоксально мыслит, а также обладает всеми качествами прекрасного редактора: стратегическое планирование, уважение к чужим текстам, способность своевременно улавливать всех интересующую тему»[2].
- Ксения Собчак: «Зинаида Пронченко — это новая Божена Рынска»[10].
- Buro 24/7: «…Зинаида Пронченко, которая своими шуточками богатой французской женщины, выросшей на бедных ленинградских кухнях, прямо-таки вернула нам наш 2007-й. Точнее, то время, когда Ника Белоцерковская только завоёвывала массовую популярность и выражалась на том дивном петербургском наречии, равно состоящем из псевдонаучных терминов и мата. Коллеги по кинокритическому цеху Зинаиду не любят давно, теперь вот и у нас есть шанс невзлюбить её. Пронченко не только регулярно на кого-то напрыгивает у себя в фейсбуке, но и пишет о светской жизни в „Москвиче”»[11].

### Комментарии
1. ↑  В 2023 году издана в Сербии